# (4403) Kuniharu
(4403) Kuniharu (1987 EA) – planetoida z pasa głównego asteroid okrążająca Słońce w ciągu 3,36 lat w średniej odległości 2,24 j.a. Odkryta 2 marca 1987 roku.